# 僧袍芋螺
僧袍芋螺（学名：Conus magus），是新腹足目芋螺科芋螺属的一种。主要分布于新加坡、马来西亚、印度尼西亚、中国大陆、台湾，常栖息在浅海。